# Manchibeedu, Krishnarajpet
Manchibeedu là một làng thuộc tehsil Krishnarajpet, huyện Mandya, bang Karnataka, Ấn Độ.